# Punto de código
En la terminología de la codificación de caracteres, un punto de código o posición en código es cualquiera de los valores numéricos que conforman el espacio de códigos. Muchos puntos de código representan caracteres individuales, pero pueden también tener otros usos, como por ejemplo servir de marcas para aplicar formato.
A manera de ejemplo, el esquema de codificación de caracteres ASCII admite 128 puntos de código en el intervalo que comprende de 0hex. a 7Fhex., ASCII extendido contiene 256 puntos de código en el intervalo 0hex. a FFhex., y Unicode permite 1 114 112 puntos de código en el intervalo 0hex. a 10FFFFhex.. El espacio de códigos de Unicode se divide en diecisiete planos (el plano plurilingüe básico y 16 planos suplementarios), cada uno con 65 536 (= 216) puntos de código. Así, el tamaño total del espacio de códigos de Unicode es de 17 × 65 536 = 1 114 112 puntos de código.